# Nuages (Star Trek)
Pour les articles homonymes, voir Nuage (homonymie).
Nuages (The Cloud Minders) est le vingt-et-unième épisode de la troisième saison de la série télévisée Star Trek. Il fut diffusé pour la première fois le 28 février 1969 sur la chaîne américaine NBC.
L'Enterprise est envoyé d'urgence vers la planète Ardana pour récupérer du zenite. Spock et Kirk se retrouvent face à une civilisation divisée où les riches vivent à l'intérieur d'une cité située dans le ciel et exploitent des mineurs vivant à la surface.

## Distribution

### Acteurs principaux
- William Shatner — James T. Kirk (VF : Yvon Thiboutot)
- Leonard Nimoy — Spock (VF : Régis Dubost)
- DeForest Kelley — Leonard McCoy
- James Doohan — Montgomery Scott
- Nichelle Nichols — Nyota Uhura

### Acteurs secondaires
- Jeff Corey - Plasus
- Diana Ewing - Droxine
- Charlene Polite - Vanna
- Fred Williamson - Anka
- Ed Long - Midro
- Kirk Raymone - Gardien des nuages n°1
- Jimmy Fields - Gardien des nuages n°2
- Garth Pillsbury - Prisonnier
- William Blackburn - Lieutenant Hadley
- Harv Selsby - Garde
- Marvin Walters - Troglyte n°2
- Louie Elias - Troglyte n°1
- Jay Jones - Prisonnier n°2
- Richard Geary - Sentinelle de la cité des nuages n°1
- Bob Miles - Sentinelle de la cité des nuages n°2

## Résumé
L'Enterprise doit atteindre la planète Ardana afin de retrouver une cargaison de zenite, un minerai capable de guérir la maladie qui détruit les plantations de la planète Merak II. Se téléportant à l'endroit où devrait se trouver une mine de Zenite, le capitaine Kirk et Spock sont attaqués par des Troglytes, des mineurs menés par une mystérieuse femme. Plasus, le dirigeant d'Ardana, arrive avec ses gardes et met en fuite les Troglytes. Il invite Kirk et Spock à se rendre sur Stratos, une ville située dans les nuages. Il leur présente sa fille, Droxine, qui se montre très vite fascinée par Spock.
Kirk et Spock comprennent vite que le monde d'Ardana est divisé entre les Troglytes, vivant dans des mines froides et travaillant pour les habitants de la cité des nuages qui eux, vivent dans le luxe. Toutefois, un groupe de Troglytes nommé les "disrupteurs" tente de se rebeller contre l'élite par des attentats. Vanna, une des servantes de Droxine, s'avère être la femme qui menait les disrupteurs et elle tente de prendre Kirk en otage. Elle est finalement arrêtée sous les yeux de Droxine qui dit ne pas comprendre la rébellion des Troglytes. Elle fut éduquée avec l'idée que ceux-ci étaient intellectuellement inférieurs et n'avaient aucun intérêt pour la chaleur d'une ville comme Stratos.
Kirk et Spock voient Vanna se faire torturer par un rayon provoquant des douleurs. La torture ayant été interdite par la fédération, ils s'interposent. Plasus leur demande alors de partir et les prévient qu'il ordonnera de faire feu s'il les revoit sur Stratos. De retour sur l'Enterprise, ils apprennent du docteur McCoy que c'est le gaz contenu dans le zenite qui fait régresser les facultés mentales des Troglytes. Vanna, ayant quitté la mine depuis longtemps, semble avoir regagné ses facultés mentales. Il parle alors d'un masque à gaz permettant de ne pas respirer les émanations. Ils font part de leur découverte à Plasus qui n'y voit aucun intérêt. Kirk se téléporte dans la cellule de Vanna. La jeune femme accepte qu'il la libère et présente le masque à gaz aux Troglytes dans la mine.
Une fois arrivés à la mine, Vanna lui enlève le masque et le prend en otage. Celle-ci ne croit pas son histoire de gaz, qu'elle considère comme une ruse pour les berner. Kirk demande alors à Scotty de trouver Plasus et de le téléporter à l'intérieur de la grotte afin qu'il se rende compte par lui-même de l'effet provoqué par les gaz de zenite. Après avoir creusé dans une poche de gaz, Kirk, Plasus et Venna finissent par se battre, montrant la nocivité de l'atmosphère. Kirk offre d'équiper les Troglytes de masque à gaz en échange du stock de zenite promis initialement. Tandis que Plasus se voit obligé d'admettre que les Troglytes sont leurs égaux, l'Enterprise reprend sa mission de sauvetage des plantes de Merak II.

### Continuité
- Spock parle avec Droxine du fait que les vulcains ne peuvent avoir d'accouplement que tous les sept ans, comme il était stipulé dans l'épisode Le Mal du pays.
- Pavel Chekov n'apparaît pas dans cet épisode. Hikaru Sulu ne fait qu'un brève apparition muette.

## Production

### Écriture
L'épisode fut proposé par les scénaristes Oliver Crawford et David Gerrold le 24 juin 1968 sous le titre de "Castles in the Sky." L'épisode devait montrer le conflit entre une élite vivant dans le ciel et des travailleurs nommés les "mannies." Ceux-ci devaient prendre en otage Kirk, Spock, McCoy et Uhura après que leur vaisseau se serait écrasé sur la planète. McCoy devait rester à soigner Uhura tandis que Kirk et Spock auraient servi de médiateur entre l'élite et les mannies.
Toutefois, l'écriture de l'épisode fut repris par Margaret Armen le 2 août 1968, le producteur Fred Freiberger trouvant que la copie rendue par David Gerrold était trop brouillonne, celui-ci étant à peine âgé de vingt-trois ans à l'époque. Ce script devait être un test pour qu'elle devienne la future "story-editor" de la saison 4, ce qui n'arriva pas puisque la suite de la série a été annulée. L'épisode prend le titre de "Revolt" puis "The Cloud Minders" en octobre. Le script fut finalisé le 6 novembre 1968 avant d'être partiellement réécrit par Arthur Singer et Fred Freiberger au cours du mois de novembre 1968.

### Tournage
Le tournage eut lieu du 12 au 20 novembre 1968 au studio de la compagnie Desilu sur Gower Street à Hollywood, sous la direction de Jud Taylor.
L'arme utilisé par les gardes de stratos est une réutilisation de l'arme utilisée par les scalosiens dans l'épisode Clin d'œil.

### Post-Production
Le paysage vu par Spock depuis les hauteurs de Stratos est en réalité une photo du plateau de l'Hadramaout au Yemen avec une correction de couleurs.

## Diffusion et réception critique

### Diffusion américaine
L'épisode fut retransmis à la télévision pour la première fois le 28 février 1969 sur la chaîne américaine NBC en tant que vingt-et-unième épisode de la troisième saison.

### Diffusion hors États-Unis
L'épisode fut diffusé au Royaume Uni le 10 février 1971 sur BBC One.
En version francophone, l'épisode est diffusé au Québec en 1971 par Télé-Métropole et son réseau d'affiliés. En France, l'épisode est diffusé le 30 juillet 1986 lors de la rediffusion de l'intégrale de Star Trek sur La Cinq.

### Réception Critique
Dans un classement pour le site Hollywood.com, Christian Blauvelt place cet épisode à la 42e position sur les 79 épisodes de la série originelle. Pour le site The A.V. Club Zack Handlen donne à l'épisode la note de C+ trouvant que l'épisode pourrait être intéressant mais qu'il s'enfonce dans une philosophie verbeuse assez inhabituelle pour la série.
Selon le livre Star Trek Compendium, l'épisode est ouvertement inspiré du film de 1927 de Fritz Lang, Metropolis.

## Adaptation littéraire
L'épisode fut romancé sous forme d'une nouvelle de 25 pages écrite par l'auteur James Blish sous le titre de "The cloud Miners" dans le livre Star Trek 6, un recueil compilant différentes histoires de la série et sorti en avril 1972 aux éditions Bantam Books.

## Éditions commerciales
Aux États-Unis, l'épisode est disponible sous différents formats. En 1988 et 1990, l'épisode est sorti en VHS et Betamax. L'épisode sortit en version remastérisée sous format DVD en 2001 et 2004.
L'épisode connu une nouvelle version remasterisée sortie le 12 juillet 2008 : l'épisode fit l'objet de nouveaux effets spéciaux, notamment les plans de l'Enterprise et de la planète Ardana qui seront refaits à partir d'images de synthèse. Cette version est comprise dans l'édition Blu-ray, diffusée en décembre 2009.
En France, l'épisode fut disponible avec l'édition VHS de l'intégrale de la saison 3 en 2000. L'édition DVD est sortie en 2004 et l'édition Blu-ray le 22 décembre 2009.